# KF Gramsh
Le KF Gramshi est un club de football albanais basé à Gramshi.
Le club évolue lors de la saison 2008-2009 en deuxième division albanaise.